# Ferhat Görgülü
Ferhat Görgülü (sinh 28 tháng 10 năm 1991) là một cầu thủ bóng đá Hà Lan gốc Thổ Nhĩ Kỳ thi đấu ở vị trí hậu vệ cho Karabükspor. Trước đây anh từng thi đấu ở các câu lạc bộ Hà Lan SC Veendam và FC Oss.